# Саба, Кристиан
Кристиан Саба (англ. Christian Saba; род. 29 декабря 1978 года) — ганский футболист, выступавший на позиции центрального защитника.
Кристиан Саба провёл за вторую команду мюнхенской «Баварии» почти три сотни матчей, так и не сыграв ни одного за первую команду.

## Клубная карьера
Саба родился в Аккре. Начинал карьеру Саба в местном клубе «Кинг Харрисон», продолжив карьеру в более известном «Хартс оф Оук». Уже в 1995 году присоединился ко второй команде «Баварии».
В сезоне 1998-99 Саба был отдан в аренду берлинской «Герте»; за столичный клуб защитник провёл всего один матч; тогда же игрок дебютировал в Бундеслиге: 29 мая 1999 года Саба вышел на десять минут на замену в матче против «Гамбурга», который «Герта» выиграла 6:1. В следующем сезоне он был отдан в аренду «Арминии» из Билефельда, но на поле футболист так и не появился, а команда вылетела во вторую Бундеслигу.
С 2000 года Саба закрепился в основном составе «Баварии II», которая играла в Региональной лиге «Юг». Закончил карьеру футболист в июне 2011 года, в возрасте 33 лет.

## Международная карьера
Саба играл за молодёжную сборную Ганы на Олимпийских играх 1996; футболист отметился дублем в матче против Италии на групповом этапе. Гана вышла из группы со второго места, уступив в 1/8 финала сборной Бразилии.